# 신민당 (2015년)
신민당은 대한민국의 前 전라남도 도지사였던 박준영이 창당한 정당이다. 2016년 1월 민주당과 통합을 결의하였다.